# Reino de Suecia (800-1521)
La prehistoria sueca termina alrededor del año 800 d. C., momento en el que comienza la Era Vikinga y se dispone de fuentes escritas. Esta duró hasta mediados del siglo XI. Escandinavia se cristianizó formalmente hacia el año 1100 d. C. El periodo comprendido entre 1050 y 1350, cuando la peste negra asoló Europa, se considera la Alta Edad Media. La Unión de Kalmar, que estableció la unión de los países escandinavos, se produjo en 1397 y duró hasta que el rey Gustavo Vasa puso fin a ella al hacerse con el poder durante la Guerra de Liberación de Suecia, que concluyó en 1523. El periodo comprendido entre 1350 y 1523 se considera la Baja Edad Media. Durante estos siglos, Suecia se consolidó gradualmente como una nación unificada.

## Época vikinga

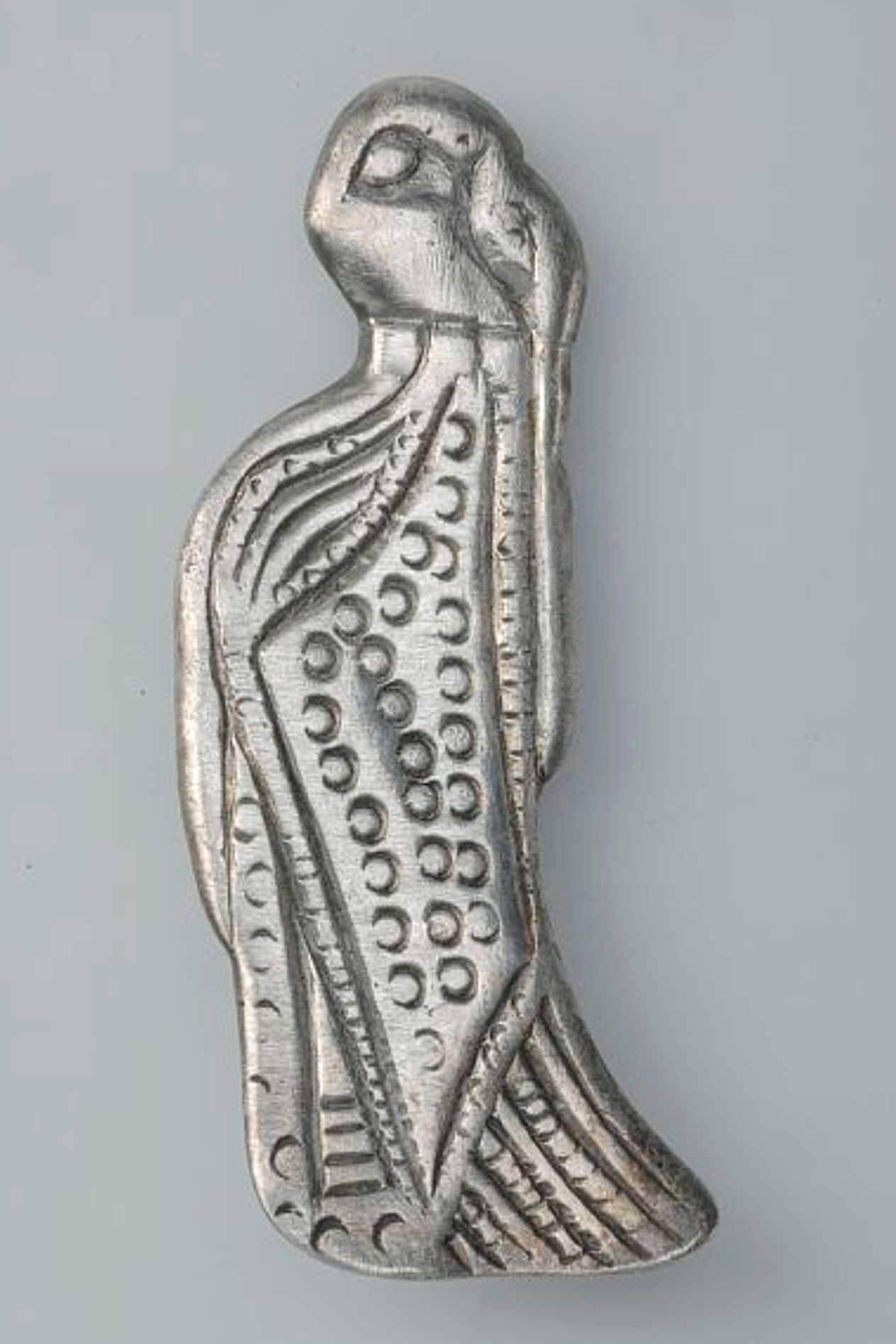
Valquiria de plata de la época vikinga 800-1099.

Hasta el siglo IX, el pueblo escandinavo vivía en pequeños reinos y jefaturas germánicas. Estos reinos escandinavos y sus gobernantes se conocen principalmente por leyendas y fuentes continentales dispersas, así como por las piedras rúnicas. El pueblo escandinavo apareció como un grupo separado de otras naciones germánicas y, en esta época, se produjo un notable aumento de las expediciones bélicas (incursiones vikingas) en países extranjeros, lo que dio nombre a este periodo: la Época Vikinga. En aquella época, los mares se recorrían con mayor facilidad que los bosques del interior de Europa, y las regiones salvajes que separaban los reinos se conocían como marcas.

### Expediciones a países extranjeros

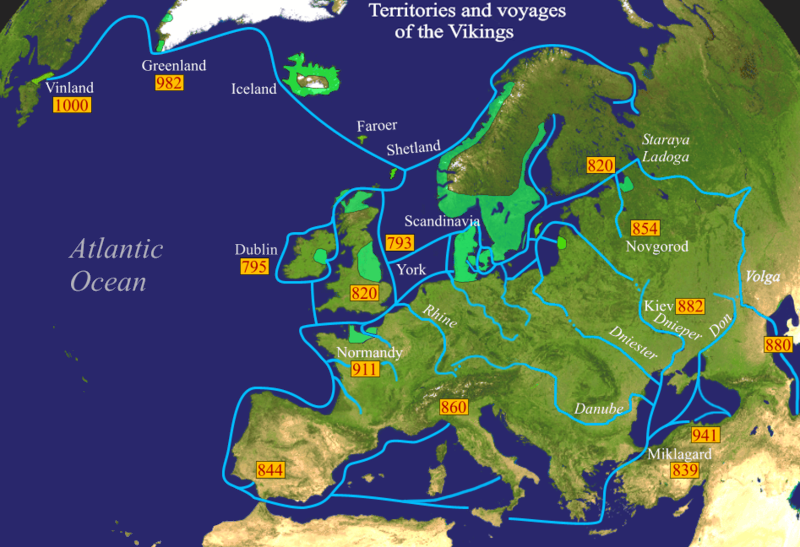
Expediciones vikingas (azul): Los nórdicos, incluidos los suecos, realizaban viajes e incursiones de largo alcance. Los vikingos suecos viajaban principalmente hacia el este, a Rusia.

Los suecos participaron en muchas incursiones occidentales contra Inglaterra junto con los daneses y los noruegos, muchos de los cuales adquirieron con éxito el tributo de Danegeld, como se ve en las runas de Inglaterra. Los suecos también fueron muy activos comerciantes e incursores en las partes oriental y sudoriental de Europa. La gran Rusia continental y sus numerosos ríos navegables ofrecían buenas perspectivas para el comercio y el saqueo. Estas rutas les pusieron en contacto con los imperios bizantino y musulmán. El primero condujo, entre otras cosas, a la formación de la Guardia varega, una fuerza de combate de élite formada por nórdicos. Según el consenso de los estudiosos, el pueblo Rus' se originó en la costa oriental de Suecia, alrededor del siglo VIII, y su nombre tiene el mismo origen que Roslagen (que es el nombre más antiguo, Roden, en sueco).
Durante el siglo IX se produjeron extensos asentamientos escandinavos en la zona oriental del mar Báltico. El Cuento de los años pasados (fechado en 1113) narra la llegada de los varegos a Constantinopla y las expediciones piratas por el mar Negro y el mar Caspio.
Los varegos acumularon grandes riquezas gracias al comercio exterior. En la isla de Birka, no lejos de donde más tarde se construiría Estocolmo, en la latitud media de Suecia, se desarrolló un importante centro comercial en el norte de Europa. Birka decayó drásticamente hacia el año 960, pero los hallazgos arqueológicos indican que fue rica en los siglos IX y X. Se han encontrado miles de tumbas, monedas, joyas y otros objetos de lujo.

### Primeros gobernantes
Fuentes medievales danesas, noruegas, islandesas y anglosajonas hablan de reyes suecos de la Era de las Migraciones pertenecientes a la dinastía Scylfing, también conocidos como Ynglings. Algunas fuentes, como Íslendingabók, Ynglinga saga e Historia Norwegiæ, remontan la fundación del reino sueco a los últimos siglos a. C. Algunas de estas fuentes, el Widsith y el Beowulf anglosajones, pueden datar del siglo VIII en sus formas actuales, pero conservan tradiciones orales considerablemente más antiguas. En general, se considera que las fuentes escandinavas no son anteriores al siglo IX en forma de poesía eskáldica, como Ynglingatal. Las fuentes escandinavas no se plasmaron en papel hasta el siglo XI.
En sentido mitológico, se dice que el primer rey de Suecia fue Odín, fundador de la casa de Yngling.
Los primeros reyes cuyos nombres aparecen en distintas tradiciones (Beowulf e Ynglingatal) son tres reyes del siglo VI, empezando por Ongentheow o Egil . Los primeros reyes que aparecen en una fuente contemporánea son los mencionados en la Vita Ansgarii de Rimbert, del siglo IX.
Antes de los siglos X y XI, hubo muchos reyes menores diferentes que gobernaron distintas partes de la futura Suecia, y se produjeron muchas luchas y disputas entre distintas tribus, como los gautas y los suecos. Además, las distintas fuentes que se han conservado son contradictorias. Estas contradicciones persisten hasta y después del reinado de Erico el Victorioso, que gobernó alrededor de 970-995, pero se pueden establecer algunos hechos sobre él. A Eric le sucedió su hijo, el rey Olaf Skötkonung (finales de la década de 960 - c. 1020), el primer rey cristiano de Suecia y el primero del que se tiene constancia que gobernó sobre las diferentes tribus. Olaf aparece primero en las listas medievales suecas, pero en las modernas suelen empezar por su padre.

## Edad media

### Cristianización
Durante y antes de la primera época vikinga, los habitantes de lo que hoy es Suecia creían principalmente en la mitología nórdica, que dominaba la mayor parte del sur de Escandinavia. Los suecos tuvieron contacto con el cristianismo desde sus primeros viajes. La influencia cristiana en los enterramientos se remonta al final del siglo VIII en algunas zonas de Suecia. Además, es muy probable que los monjes misioneros irlandeses estuvieran activos en algunas partes de Suecia, como demuestran los santos irlandeses que fueron honrados en la Edad Media. Tradicionalmente, se considera que Suecia fue el último país de Suecia, Dinamarca y Noruega en adoptar el cristianismo y el que más tiempo se aferró a sus creencias paganas, con gobernantes como Blot-Sven.
Desde el Sacro Imperio Romano Germánico, el monje Ansgar (801–865) inició la primera campaña para introducir el cristianismo en Suecia. En 829, realizó su primera visita a Birka, obtuvo permiso para construir una iglesia y permaneció como misionero hasta 831. Después regresó a su país y se convirtió en arzobispo de Hamburgo-Bremen. Hacia el año 850, regresó a Birka, donde se dio cuenta de que la congregación anterior se había desvanecido. Ansgar intentó restablecerla, pero solo duró unos años.Sin embargo, unas excavaciones arqueológicas en Varnhem hallaron un cementerio cristiano establecido a finales del siglo IX. En ese mismo lugar se construyó una iglesia de piedra a principios del siglo XI y, a poca distancia, se fundó la abadía de Varnhem en el siglo XII.

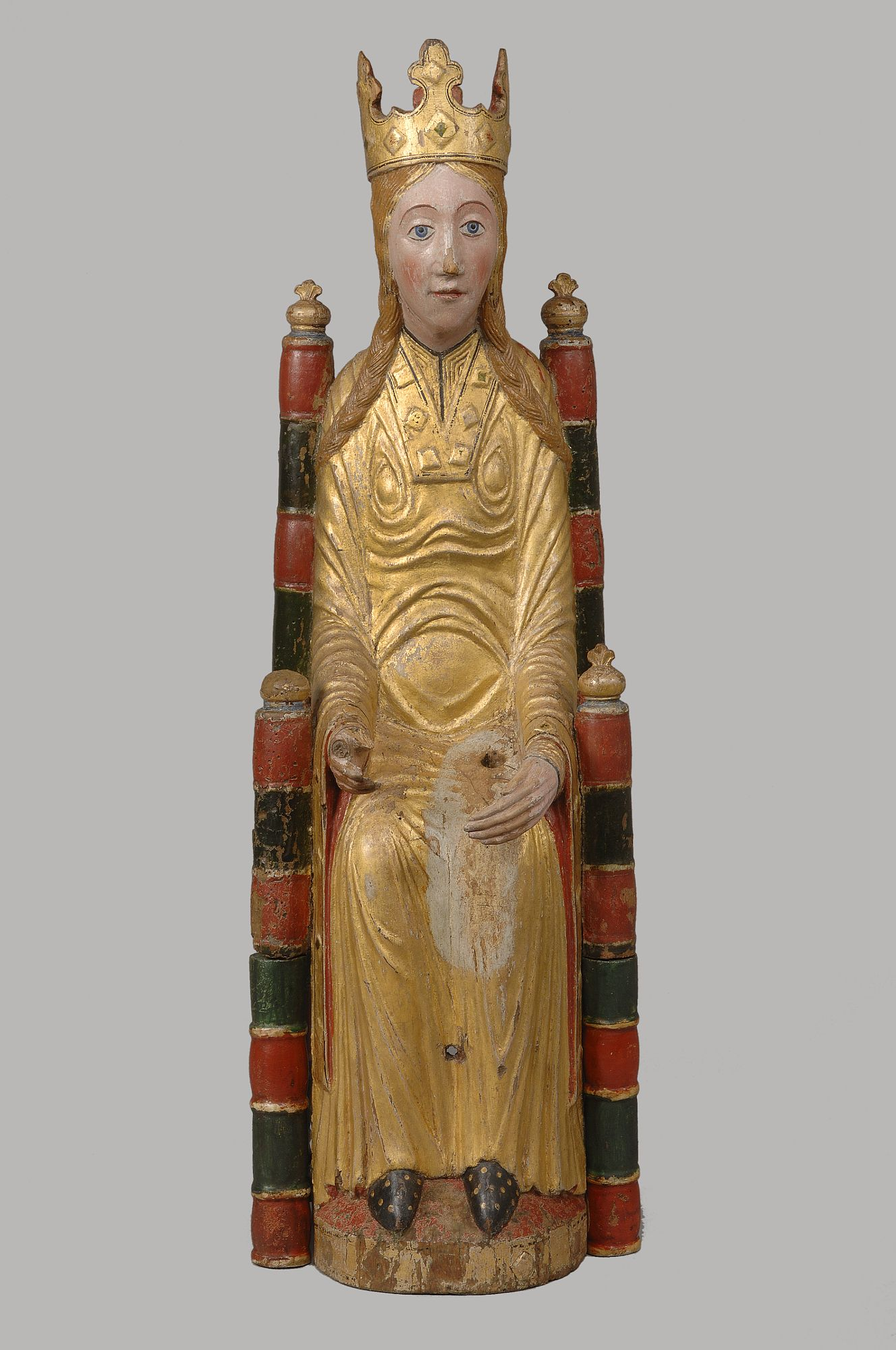
La Virgen de Viklau, siglo XII, Iglesia de Viklau, Gotland.

Cuando Emund el Viejo  ascendió al trono, hacia el año 1050, ya era cristiano. Sin embargo, debido a sus disputas con Adalhard, arzobispo de Bremen, la independencia de la Iglesia sueca no se consiguió hasta un siglo después. Una década más tarde, en 1060, subió al trono el rey Stenkil. En aquel momento, el cristianismo estaba firmemente establecido en la mayor parte del país, con su principal bastión en Västergötland. Sin embargo, los habitantes de Uppland, con su centro en Uppsala, seguían aferrados a su fe original (pagana). Adalhard había logrado destruir los ídolos de Västergötland, pero no pudo persuadir a Stenkil para que destruyera el antiguo templo de Uppsala.
Existen grandes lagunas en lo que respecta al conocimiento de los primeros monarcas suecos. Sin embargo, el último rey que siguió la antigua religión nórdica fue Blot-Sven, que reinó entre 1084 y 1087. Según la leyenda, Blot-Sven se convirtió en rey cuando su predecesor, Inge, se negó a sacrificar en Uppsala. Su cuñado Sven se adelantó y aceptó sacrificar, por lo que recibió el apodo de Blot, que significa sacrificio. Inge se vengó tres años más tarde, cuando entró en Upsala con una gran fuerza, incendió la casa de Blot-Sven y lo mató cuando intentaba huir de las llamas.
No fue hasta Erico el Santo (1150-1160) cuando la Iglesia de Suecia se organizó según el modelo medieval. Según una leyenda de finales del siglo XIII, Erik emprendió la llamada Primera Cruzada Sueca a Finlandia junto con el también legendario obispo Enrique de Uppsala, y conquistó el país, construyendo muchas iglesias. No hay constancia histórica de dicha cruzada.
Tras la introducción del cristianismo, la importancia de Upsala comenzó a decaer constantemente y los reyes dejaron de utilizarla como residencia. En 1164 se convirtió en la sede del arzobispo sueco. En el lugar del antiguo templo de Upsala se construyó una catedral. Uno de los primeros en ser consagrado allí fue el rey sueco Erico el Santo.

### Consolidación
En los siglos XI y XII, las fuentes afirman que Suecia estaba formada por provincias autónomas. Se sabe que Olof Skötkonung fue rey de Svealand y, al menos, de partes de Götaland, pero no se sabe con certeza si su reino se extendía a toda Suecia. Después de Olof, el reinado del país se dividió en varias ocasiones entre diferentes gobernantes. Se dice que el rey Sverker I de Suecia (1134-1155) integró definitivamente Götaland y Svealand.
Los siglos siguientes fueron testigos de la rivalidad entre la casa Sverker en la provincia de Östergötland y la casa de Eric en la provincia de Västergötland.

### SigloXIII

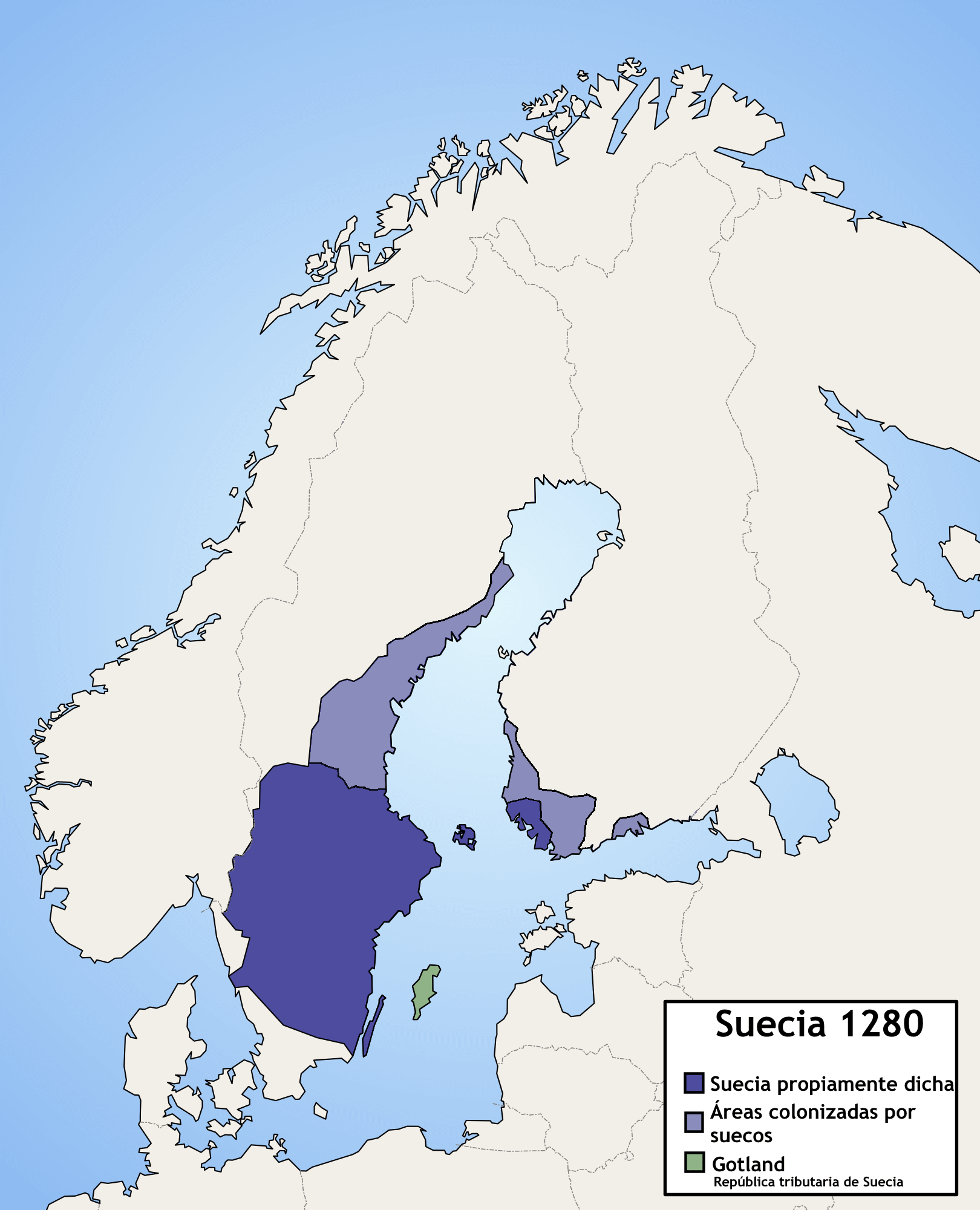
Un mapa aproximado de la extensión del dominio sueco, c. 1280

Birger Jarl, el Regente, considerado el mayor estadista medieval de Suecia y uno de los principales arquitectos de su ascenso como nación, gobernó prácticamente el país de 1248 a 1266. Hoy se le venera como fundador de Estocolmo y creador de la legislación nacional. Gracias a sus reformas, se allanó el camino para la abolición de la servidumbre. Su hijo, el rey Magnus Ladulås (1275-1290), aumentó el respeto y el poder de la realeza que le debía a Birger Jarl. Ambos gobernantes, mediante la institución de ducados separados y casi independientes, intentaron introducir en Suecia un sistema feudal similar al ya establecido en la Europa continental. El peligro de debilitar así el reino mediante la partición fue conjurado, aunque no sin violentas y trágicas complicaciones por parte de los oponentes, el partido Folkung. Finalmente, en 1319, las partes separadas de Suecia volvieron a unirse.

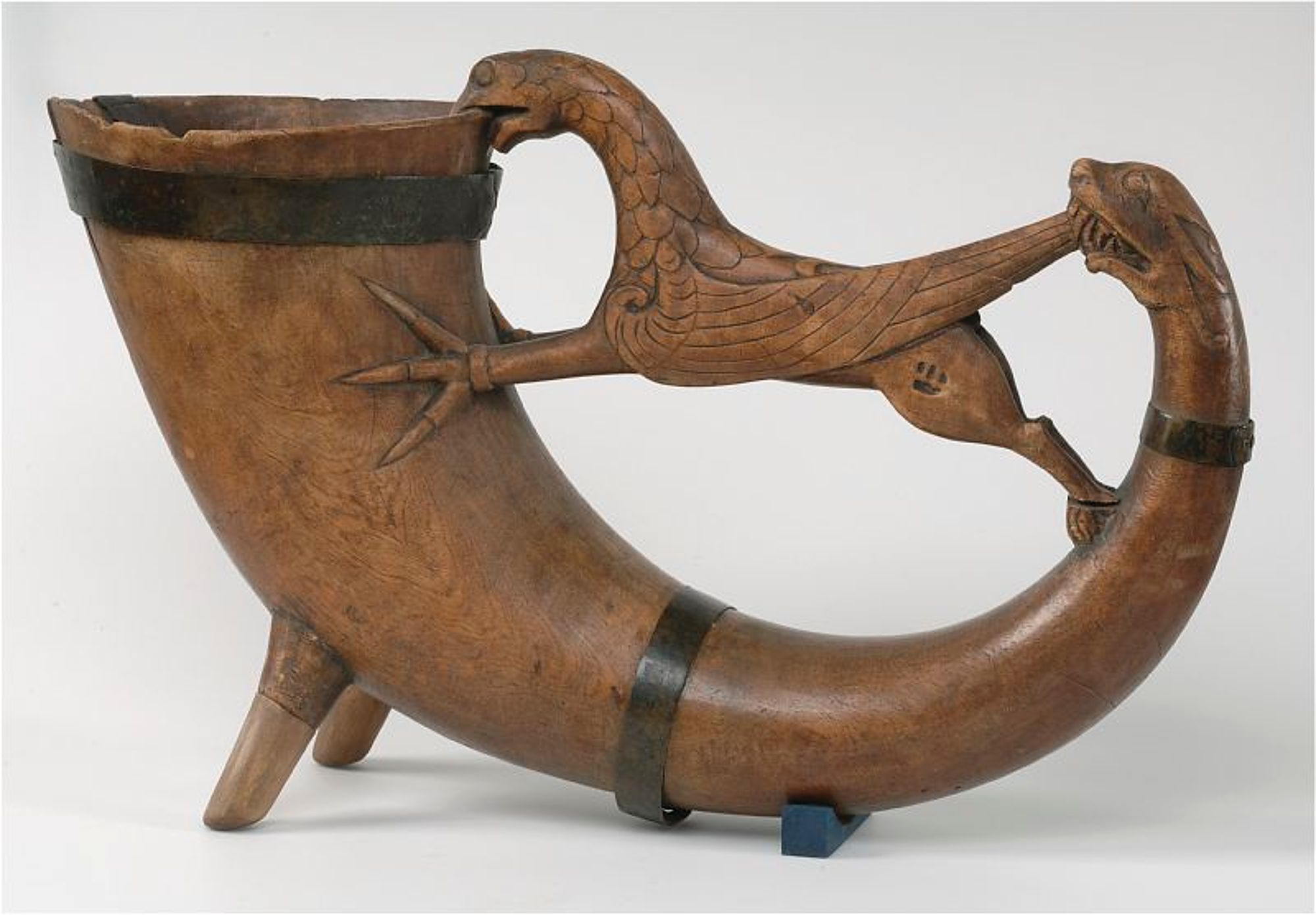
Cuerno para beber de la Edad Media sueca.

Magnus Ladulås promovió la creación de órdenes separadas (clases de la sociedad), o estamentos, y amplió los privilegios del clero, prácticamente fundando la nobleza formal sueca (véase la Ordenanza de Alsnö, de 1280). Con esta institución se creó una caballería fuertemente armada, que se convirtió en el núcleo del ejército nacional. Los caballeros (nuevos nobles) y los burgueses pasaron a distinguirse de la nobleza superior. En este periodo surgió una prominente clase burguesa, ya que las ciudades empezaron a adquirir fueros. A finales del siglo XIII y principios del XIV aparecieron los códigos de leyes provinciales y el rey y su consejo también ejercieron funciones legislativas y judiciales. 
Aunque la cultura de habla sueca llevaba varios siglos expandiéndose hacia el este a través de Åland y a lo largo de lo que hoy son las regiones costeras de Finlandia, la Segunda Cruzada Sueca, emprendida por el conde Birger a finales de la década de 1230 o a finales de la de 1240, se considera generalmente el periodo en el que la región que ahora se llama Finlandia se incorporó al Estado sueco. Esta región siguió siendo parte integrante de Suecia hasta 1809, siendo gobernada desde la ciudad de Åbo (en finés, Turku).

### Unión entre Suecia y Noruega
La primera unión entre Suecia y Noruega se produjo en 1319, cuando Magnus, de tres años, hijo del duque Eric y de la princesa Ingeborg, heredó el trono de Noruega de su abuelo Haakon V y ese mismo año fue elegido rey de Suecia por la Convención de Oslo. La larga minoría de edad del rey niño debilitó la influencia real en ambos países y Magnus perdió sus dos reinos antes de morir. En Suecia, las disputas y necesidades de Magnus condujeron directamente al auge de una poderosa aristocracia terrateniente y, de forma indirecta, al aumento de las libertades populares. Obligado por la incompetencia de los magnates a apoyarse en las clases medias, en 1359 el rey convocó el primer Riksdag sueco, en el que se invitó a comparecer a representantes de las ciudades junto con los nobles y el clero. Los suecos, irritados por el desgobierno de Magnus, lo sustituyeron por su sobrino Alberto de Mecklemburgo en 1365, quien alineó a su país durante la segunda etapa de la guerra danesa-hanseática (1367-1379) con los intereses de los hanseáticos, teutones y los condes de Holstein, en contra de Valdemar IV de Dinamarca. Al final de la contienda, Suecia, al pertenecer al bando vencedor, recuperó partes de sus tierras, sobre todo en Escania. Alberto tuvo que prestar el primer juramento de coronación después de la guerra, en 1371, en el que, sin embargo, juraba ceder muchos de sus poderes a la nobleza en el Consejo de Regencia.

### Unión de Kalmar
En 1388, Margarita I de Dinamarca expulsó a Alberto a petición de los suecos y, en una convención de los representantes de los tres reinos escandinavos (celebrada en Kalmar en 1397), el sobrino nieto de Margarita, Erico de Pomerania, fue elegido rey común, aunque se reservaron y confirmaron expresamente las libertades de cada uno de los tres reinos. La unión debía ser personal, no política. Ni Margarita ni sus sucesores respetaron la estipulación de que en cada uno de los tres reinos solo los nativos debían ocupar tierras y altos cargos, y los primeros esfuerzos de Dinamarca (el miembro más fuerte de la unión con diferencia) por imponer su voluntad a los reinos más débiles de la unión pronto produjeron secesiones y agitaciones populares, como la rebelión sueca de Engelbrekt. Al mismo tiempo, libraban batallas con la Liga Hanseática (su tradicional rival) por el dominio del Báltico, sobre todo Erico que, tras instaurar los peajes del Sund, acarreó una guerra contra los hanseáticos y los duques de Holstein. Los suecos se separaron por primera vez de la Unión en 1434 bajo el liderazgo de Engelbrekt Engelbrektsson, quien fue asesinado. Tras su asesinato, eligieron rey a Karl Knutsson Bonde con el título de Carlos VIII en 1436. En 1441, Carlos VIII tuvo que abdicar en favor de Cristóbal de Baviera, que ya era rey de Dinamarca y Noruega. Sin embargo, tras la muerte de Cristóbal en 1448, se produjo un periodo de confusión durante el cual Carlos VIII fue restituido dos veces y expulsado otras dos. Finalmente, tras su muerte en 1470, los tres reinos se reunificaron bajo Cristian II de Dinamarca, gracias a los prelados y la alta nobleza de Suecia.

### En sueco
- Andersson, Ingvar, Sveriges historia, séptima edición (AB Kopia, Estocolmo, 1975),ISBN 91-27-06598-7
- Harrison, Dick, Sveriges historia medeltiden (Falköping, 2002)
- Rosén, Jerker, Svensk historia, cuarta edición (Arlöv, 1983 [1963]),ISBN 91-24-29227-3
- Jan Cornell (ed.), Den svenska historien, vol 1 (1966), vol 2 (1966)
- Este artículo incorpora texto de una publicación que ahora es de dominio público: Beck, Frederick George Meeson (1911). «Suecia. En Hugh Chisholm (ed.). Encyclopædia Britannica. Vol. 26 (11ª ed.). Cambridge University Press. pp. 188-221.